# Bundaberg Brewed Drinks

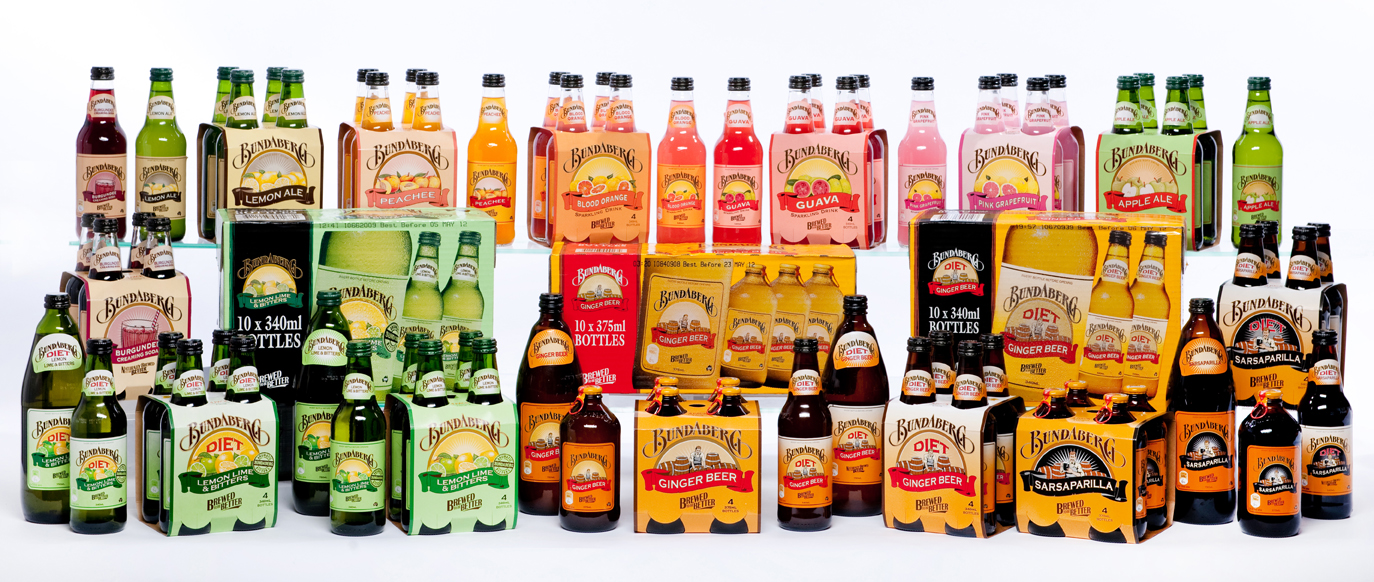
Produktangebot im Jahr 2011

Bundaberg Brewed Drinks Pty Ltd. ist ein australisches Familienunternehmen, das Erfrischungsgetränke wie beispielsweise Ginger Beer herstellt. Gegründet wurde das Unternehmen 1960 in der gleichnamigen Stadt Bundaberg unter dem Namen Electra Breweries als Betrieb zur Abfüllung und Fermentierung. Im Jahr 1968 kaufte die ortsansässige Familie Fleming das Unternehmen auf und leitet es seither. Seit 1973 befindet sich die Betriebstätte des Unternehmens in der 147 Bargara Road in Bundaberg.  Über die Jahre hinweg stiegen die Verkaufszahlen und die Bekanntheit der Marke national und international, so dass die Marke heute zu einem der großen internationalen Ginger–Beer–Herstellern gehört. Laut eigenen Angaben exportiert das Unternehmen in über 30 Länder, darunter auch nach Deutschland, wozu eine Partnerschaft mit der Karlsberg Brauerei eingegangen wurde. Im Jahr 2018 ging man ebenso eine Partnerschaft mit PepsiCo ein, um seine Produkte in den USA vertreiben zu können.

## Produktpalette
- Ginger Beer
- Lemon, Lime and Bitters
- Sarsaparilla ein Erfrischungsgetränk mit Ähnlichkeit zu einem Root Beer unter Verwendung einer Stechwindenart
- Burgundee eine Cream soda mit Weintraubengeschmack
- Pfirsich
- Grapefruit
- Guave
- Blutorange
- Passionsfrucht
- Alkoholfreier „Cider“
- Zitronenlimonade
- Ananas und Kokosnuss
- Mango

außerdem Light-Varianten von Ginger Beer, Lemon Lime and Bitters und Sarsaparilla.
Zum 50. Firmenjubiläum wurde eine limitierte Auflage namens Ginger Beer & Lemon Myrtle (Ginger Beer & Zitronenmyrte), nach einem Rezept des Gründers Cliff Fleming, produziert.

## Tourismus

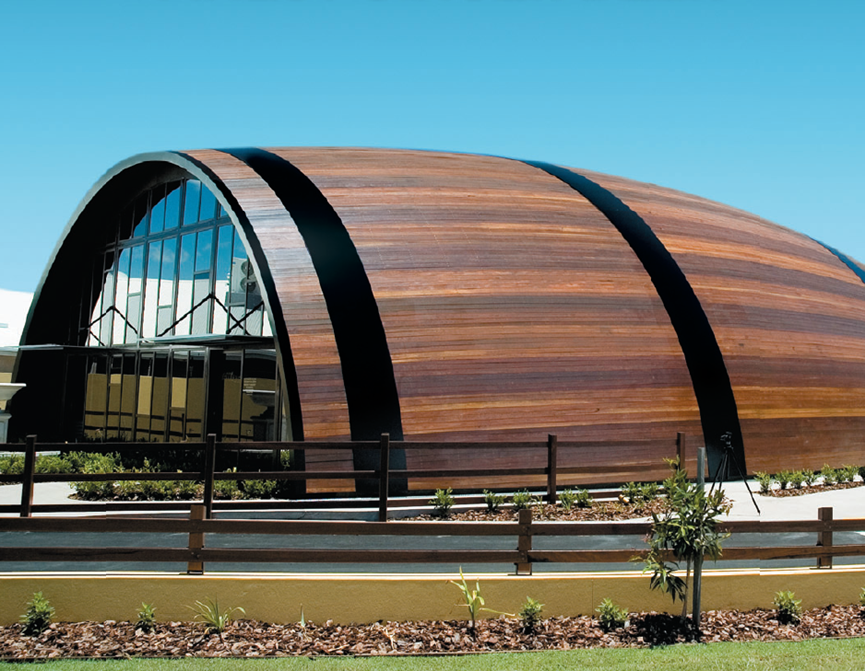
The Barrel, ein als Fass gestaltetes Besucherzentrum

Am 18. November 2005 wurde das Besucherzentrum The Barrel in Form eines Fasses eröffnet. Das 25 m × 10 m große Gebäude zählt zu Australia's Big Things, einer Reihe übergroßer Gegenstände, die als Werbeträger oder Attraktion für Touristen dienen. Neben einem Souvenirgeschäft wird ein mediengestützter Einblick in den Herstellungsprozess geboten, und Getränke können verkostet werden. Im Zuge der Ausbreitung von COVID-19 wurde das Besucherzentrum am 18. März 2020 vorübergehend geschlossen.